# Лейнонен, Роберт Адольфович
Роберт Лейнонен (1 августа 1921 — 9 октября 2019) — российско-немецкий писатель финского происхождения.

## Биография
Родился 1 августа 1921 года в Петрограде. Предки со стороны матери были выходцами из Тюрингии, поселившиеся в Санкт-Петербурге в 1832 году. Дедушка со стороны отца перебрался из Финляндии в Петербург ещё будучи подростком в 1876 году. Так Роберт формально оказался наполовину — немцем, наполовину — финном.
В семье Роберта говорили по-немецки, но школу Роберт закончил русскую. Лето проводил в деревушке ингерманландских финнов Березнево под Ленинградом, общаясь со сверстниками-детьми по-фински.
Ещё со школы начал вести дневники и рисовать.
С 1950 года в Копейске Роберт Лейнонен начал работать нормировщиком по выпуску горнодобывающих машин на Машиностроительном заводе имени С. М. Кирова, откуда в 1981 году ушёл на пенсию.
В свободное от основной производственной деятельности время занимался литературой и стихосложением.
С 1951 года начал сотрудничество с копейскими заводской и городской газетами, а позже и с другими печатными изданиями как журналист и фотограф.
После выхода на пенсию в 1981 году вернулся в родной Ленинград и занялся живописью. Все основные живописные работы созданы им в период с 1985 года по 1988 год.
8 мая 1986 года как художник организовал свою первую выставку.
31 мая 2000 года в Аничковом дворце в Петербурге состоялась церемония вручения Анциферовских премий и дипломов за лучшие работы по истории Петербурга, опубликованные в 1998-1999 годах. В номинации «Зарубежные работы о Санкт-Петербурге» Анциферовским дипломом была отмечена его книга «Немцы в Санкт-Петербурге: Смоленское Лютеранское кладбище в истории европейской культуры», написанная в соавторстве с Э.Фогт.
Написал более 600 стихотворений. В 2011 году вышел в свет том его избранной лирики «Тебе писал я строки эти…».
Поэтическое творчество Р.Лейнонена исследовано литературоведом Е. И. Зейферт в её монографии «Жанр и этническая картина мира в поэзии российских немцев второй половины XX — начала XXI вв.»
Скончался 9 октября 2019 года в Лауше (Тюрингия).